# Markdetektor
En markdetektor, är en elektronisk anordning som finns under en väg eller mellan rälerna på en järnväg.
När ett fordon kör över den, indikerar den detta och kan styra järnvägssignaler, trafiksignaler, givare, med mera.
En markdetektor kan antingen fungera genom att den känner av vikten när ett fordon passerar, men vanligast är att den arbetar med ett magnetfält som förändras när en järnkropp såsom ett fordon passerar.
På vägar är markdetektorer vanliga i till exempel korsningar där man vill låta trafik på en väg ha fri väg så länge som inte trafik på någon annan väg vill passera. På så sätt undviker man onödig dödtid som man kan riskera om man endast låter trafikljusen styras med intervaller.